# Cristián Ulrico I de Wurtemberg-Oels
Cristián Ulrico I de Wurtemberg-Oels (9 de abril de 1652, Castillo de Oels - 5 de abril de 1704, Castillo de Oels) fue un noble alemán. Fue el duque gobernante de Wurtemberg-Bernstadt entre 1669 y 1697 y después duque gobernante de Oels-Württemberg desde 1697 hasta su muerte.

## Primeros años de vida
Cristián Ulrico I era el tercer hijo del Duque Silvio I Nimrod de Wurtemberg-Oels de su matrimonio con la Duquesa Isabel María, hija del Duque Carlos Federico I Poděbrady de Oels y de Ana Sofía de Sajonia-Weimar.

## Reinado
Cuando su hermano mayor Carlos Fernando murió en 1669, Cristián Ulrico heredó el Ducado de Bernstadt.
Cuando su hermano mayor Silvio II Federico murió en 1697, Cristián Ulrico heredó el Ducado de Oels, Cristián Ulrico mantuvo los Ducados de Oels y Dobroszyce con Międzybórz y partes de Trebnitz y transfirió Bernstadt a su sobrino Carlos.
En 1698, Cristián Ulrico construyó una cripta ducal como una ampliación de la Iglesia del Castillo de San Juan. Empezó una colección significativa de libros y obras de arte en el Castillo de Oels. En 1685, adquirió la ciudad de Neudorf de manos de Balthasar Wilhelm von Prittwitz, Señor de Rastelwitz. Entre 1685 y 1692, construyó un castillo barroco en Neudorf, al que llamó Sibyllenort, en honor a su segunda esposa, María Sibila de Sajonia-Merseburg.
Murió el 5 de abril de 1704, a la edad de 51 años, en el Castillo de Oels y fue enterrado en la cripta ducal que había construido.

### Matrimonio e hijos
Completó su primer matrimonio el 13 de marzo de 1672 en Bernburg con Ana Isabel de Anhalt-Bernburg, hija del Príncipe Cristián II de Anhalt-Bernburg y de Leonor Sofía de Schleswig-Holstein-Sonderburg. Con ella tuvo siete hijos:
1. Luisa Isabel (22 de febrero de 1673 en Bernstadt - 28 de abril de 1736 en Forst), Princesa de Wurtemberg-Oels, se casó con el Duque Felipe de Sajonia-Merseburg-Lauchstädt.
2. Cristián Ulrico (21 de febrero de 1674 en Bernstadt - 2 de julio de 1674 en Bernstadt), Príncipe Heredero de Wurtemberg-Oels.
3. Leopoldo Víctor (22 de mayo de 1675 en Bernstadt - 30 de abril de 1676 en Bernstadt), Príncipe Heredero de Wurtemberg-Oels.
4. Federica Cristina (13 de mayo de 1676 en Bernstadt - 3 de junio de 1676 en Bernstadt), Princesa de Wurtemberg-Oels.
5. Sofía Angélica (30 de mayo de 1677 en Bernstadt - 11 de noviembre de 1700 en Pegau), Princesa de Wurtemberg-Oels, casada con el Duque Federico Enrique de Sajonia-Zeitz-Pegau-Neustadt.
6. Leonor Amöena (21 de octubre de 1678 en Breslau - 2 de abril de 1679 en Bernstadt), Princesa de Wurtemberg-Oels.
7. Teodosia (20 de julio de 1680 en Bernstadt - 21 de septiembre de 1680 en Bernstadt), Princesa de Wurtemberg-Oels.

Completó su segundo matrimonio el 27 de octubre de 1683 en Doberlug con Sibila María (28 de octubre de 1667 - 9 de octubre de 1693), hija del Duque Cristián I de Sajonia-Merseburg y de Cristiana de Schleswig-Holstein-Sonderburg-Glücksburg. Con ella tuvo siete hijos más:
1. Cristina María (17 de agosto de 1685 en Bernstadt - 24 de marzo de 1696 en Bernstadt), Princesa de Wurtemberg-Oels.
2. Cristián Erdmann (24 de julio de 1686 en Merseburg - 8 de julio de 1689 en Merseburg), Príncipe Heredero de Wurtemberg-Oels.
3. Leonor Eduviges (11 de julio de 1687 en Bernstadt - 25 de octubre de 1688 en Bernstadt), Princesa de Wurtemberg-Oels
4. Ulrica Erdmuthe (5 de febrero de 1689 en Breslau - 5 de septiembre de 1690 en Bernstadt), Princesa de Wurtemberg-Oels.
5. Carlos Federico (7 de febrero de 1690 en Merseburg - 14 de diciembre de 1761 en Oels), Duque de Wurtemberg-Oels-Juliusburg, casado de Sibila Juliana Carlota de Wurtemberg-Weiltingen.
6. Cristián Ulrico II (27 de enero de 1691 en el Castillo de Vielguth en Oels - 11 de febrero de 1734 en Stuttgart), Duque de Wurtemberg-Wilhelminenort, casado con Filipina Carlota de Redern-Krappitz.
7. Isabel Sibila (19 de marzo de 1693 en Delitzsch - 21 de febrero de 1694 en Delitzsch), Princesa de Wurtemberg-Oels.

Concluyó su tercer matrimonio el 4 de febrero de 1695 en Hamburgo con Sofía Guillermina de Frisia Oriental (17 de octubre de 1659 - 4 de febrero de 1698), hija del Príncipe Enno Luis Cirksena de Frisia Oriental y de Juliana Sofía Justina de Barby-Mühlingen. Con ella tuvo una hija:
1. Augusta Luisa (21 de enero de 1698 en Bernstadt - 4 de enero de 1739 en el Castillo de Skarsine Trebnitz), Princesa de Wurtemberg-Oels, casada con Jorge Alberto de Sajonia-Weissenfels, Conde de Barby.

Concluyó su cuarto matrimonio el 6 de diciembre de 1700 en Güstrow con Sofía (21 de junio de 1662 - 1 de junio de 1738), hija del Duque Gustavo Adolfo de Mecklemburgo-Güstrow y de Magdalena Sibila de Schleswig-Holstein-Gottorp. Este matrimonio no tuvo hijos.